# Twisters Cheer Elite
Twisters Cheer Elite är en klubb för cheerleading i Nacka kommun. Hösten 2012 hade Twisters Cheer Elite mer än 250 aktiva och 14 lag och hösten 2012 bröts aktiviteten ut ur Nacka GF och bildade en fristående förening. 

## Historia
Ursprunget till Twisters Cheer Elite var en grupp tidigare truppgymnaster som startade cheerleading inom Nacka GF sommaren 1997 för att medverka på matcher i fotboll. Carin Morin och Angelica Berggren, tränare med bakgrund i Powermites (sedermera Power Cheer & Dance) tillkom och tog laget vidare till tävlingsammanhang. Omgående började man tävla i klassen Minior under namnet Nacka Queens. 
Katarina Eriksson, tidigare Lightnings, tillkom som tränare 2000 och cheerleadingsektionen påbörjade en långsiktig elitsatsning. Redan något år senare tillkom flera externa tränare, bland annat Jenny Porthén och Henrik Hägglund och Twisters expanderade sin verksamhet. 2004 nådde man sitt första delmål att delta på EM.
Inför säsongen 2007 inledde Twisters ett samarbete gällande koreografi med amerikanska World Cup. Samarbetet med World Cup har senare lett till ett utbyte av individer som Caitlin Hering.